# Limoniastrum monopetalum
Grand statice
Espèce
Classification phylogénétique
Limoniastrum monopetalum (ou Statice monopetala L.) est une espèce de sous-arbuste de 50 cm à 1,30 m appartenant à la famille des Plumbaginaceae (Plombaginacées).

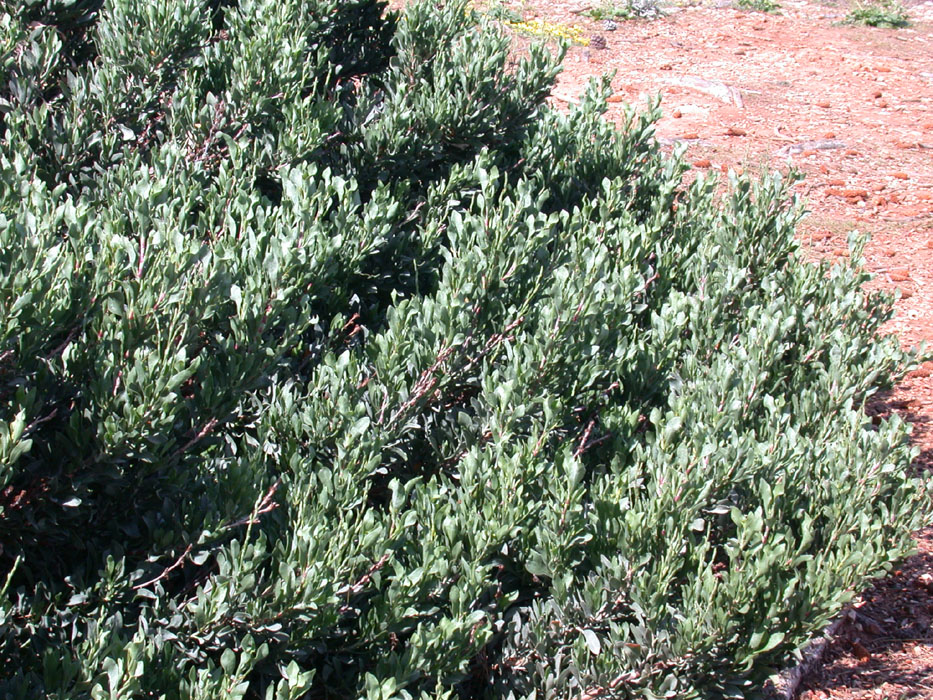

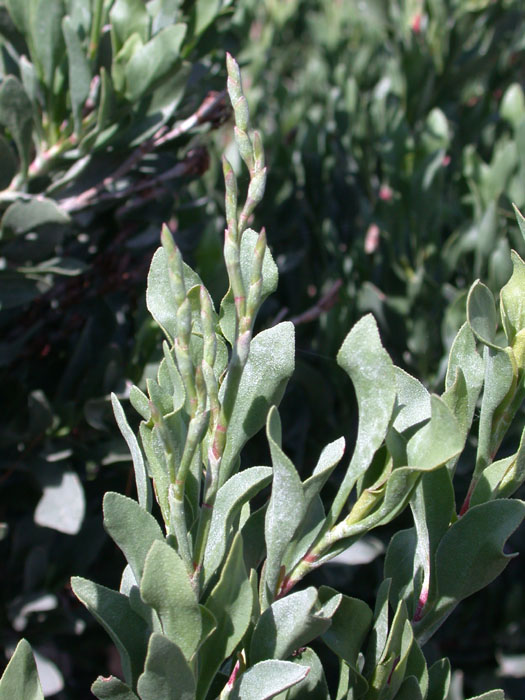

Elle est parfois appelée « Limoniastre », « Limoniastrum monopétale », « Lavande de mer » ou « Grand statice » ; ce dernier nom peut prêter à confusion avec le genre « Limonium ».

## Caractéristiques
Elle possède des feuilles   persistantes, vert glauque, parfois rugueuses au toucher en raison d'exsudats salins, légèrement embrassantes. Les fleurs sont mauves disposées en épis au sommet des tiges, assez grandes (1,5 cm de diamètre). Le fruit en forme de poire allongée est indéhiscent.

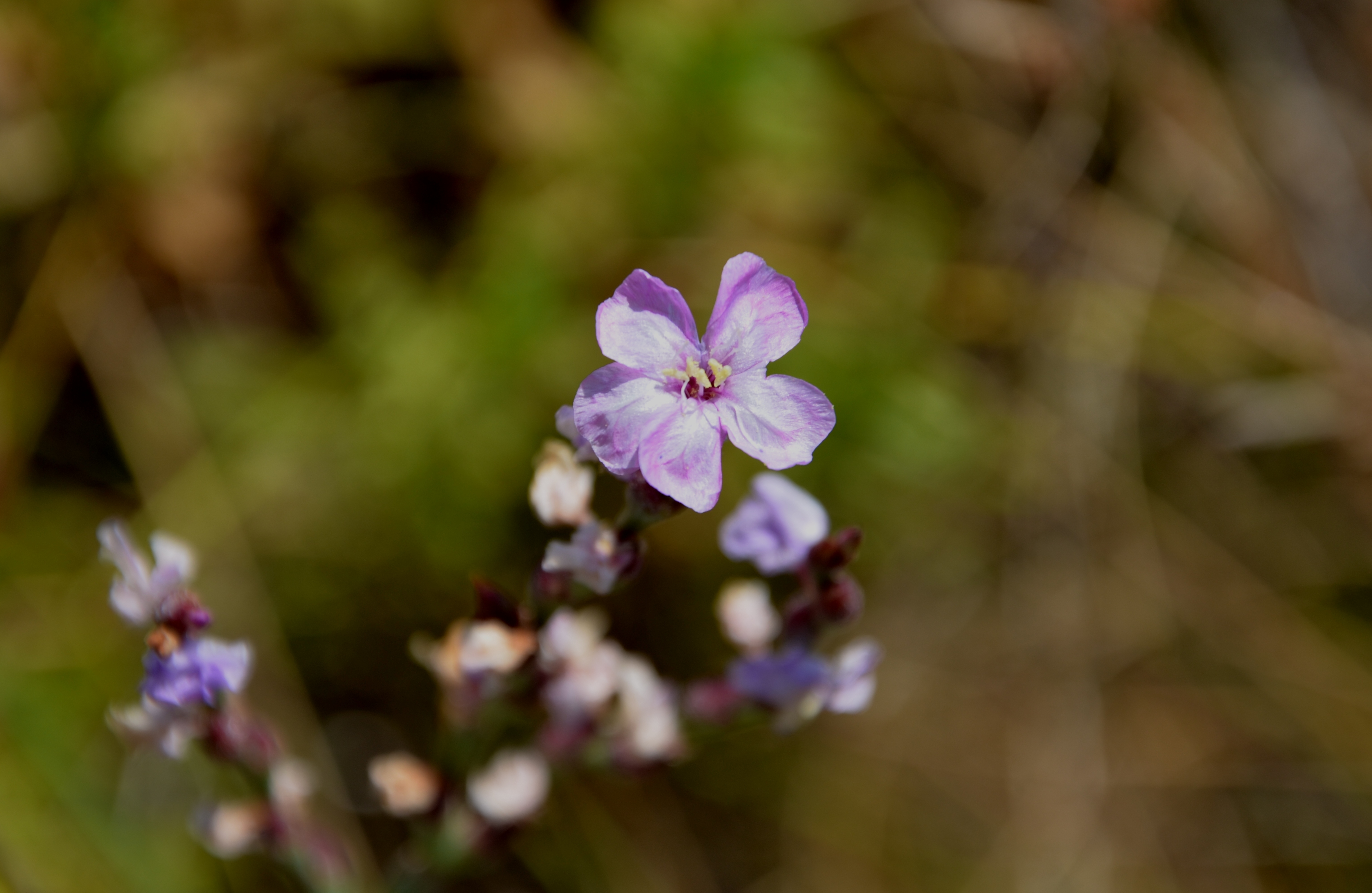
Fleur

Elle est nanophanérophyte.
La floraison a lieu de juin à août.

## Habitat et répartition
- Habitat type: Sables humides à secs et salés, limoneux ou pierreux du littoral méditerranéen. Pionnier sur terrains remués.
- Phytosociologie : Limoniastro-Staticetum lychnidifoliae.
- Aire de répartition: Littoral du Languedoc-Roussillon; Provence-Côte d'Azur, Alpes-Maritimes et Var (introduit); subspontané en Corse. Portugal, Espagne, Italie, Sardaigne, Sicile, Crète; naturalisé aux îles Baléares. Afrique du Nord (de l'Égypte au Maroc).

Cette espèce halophile a formé pendant longtemps des populations très denses et presque continues depuis l'embouchure de l'Aude jusqu'à Leucate. Elle est aujourd'hui morcelée en îlots discontinus, en raison des aménagements touristiques du littoral. Elle est très menacée car elle pousse sur des terrains vulnérables convoités par le bétonnage des côtes. Il est triste de constater que les pouvoirs publics sont incapables d'assurer sa protection.

## Statut de protection
Figure sur la Liste des espèces végétales protégées sur l'ensemble du territoire français métropolitain.